# نكسس 7 (الجيل الثاني)
الجيل الثاني من النكسس 7 (بالإنجليزية: Second generation of Nexus 7) هو كمبيوتر لوحي من أسوس بالتعاون مع غوغل ضمن سلسلة نكسس يعمل بنظام أندرويد تم الكشف عنه عام 2013.

## الخصائص
- نظام التشغيل: أندرويد
- الكاميرا الأمامية: 1.2
- الكاميرا الخلفية: 5
- الشاشة: شاشة لمس إل سي دي
- الوزن: WiFi only: 290 غ (10 أونصة)
LTE version: 299 غ (10.5 أونصة)
- المعالج: 1.5 غيغا هرتز
- الذاكرة: 2 جيجابايت
- التخزين: 16 أو 32 غيغابايت

## وصلات خارجية
- الموقع الإلكتروني